# Grupo Desportivo Sagrada Esperança
Grupo Desportivo Sagrada Esperança, kurz Sagrada Esperança genannt, ist ein angolanischer Fußballverein aus Dundo.
Der Klub empfängt seine Gäste im 3.000 Zuschauer fassenden Quintalão da Cidade do Dundo, auch Estádio Sagrada Esperança genannt.
Gegründet wurde der Verein 1976, nach der Unabhängigkeit Angolas von Portugal 1975. Seither ist das staatliche Diamantenunternehmen Endiama Hauptsponsor, nachdem es auch wesentlicher Mitbegründer des Klubs war.
Erstmals einen Landestitel errang der Verein 1988 mit dem Gewinn des Landespokals, der Taça de Angola. 2005 gelang ihm die Meisterschaft im Girabola, der höchsten Spielklasse im Fußball Angolas.

## Erfolge im Fußball (Herren)
- Taça de Angola (Pokal): 1988 und 1999
- Girabola (Meisterschaft): 2005, 2021
- CAF Champions League: Teilnahmen 2005 und 2006
- CAF Confederation Cup: Teilnahmen 1992 und 1998
- African Cup Winners’ Cup: Teilnahmen 1989 und 2000

## Sagrada in den afrikanischen Wettbewerben
| Wettbewerb                    | Runde              | Gegner                             | Hinspiel | Rückspiel           |
| ----------------------------- | ------------------ | ---------------------------------- | -------- | ------------------- |
| African Cup Winners’ Cup 1989 | 1. Runde           | Vantour Club Mangoungou Libreville | 0:1 (A)  | 3:1 (H)             |
|                               | 2. Runde           | Patronage Saint-Anne Brazzaville   | 1:2 (A)  | 0:0 (H)             |
| CAF Cup 1992                  | 1. Runde           | Mufulira Wanderers                 | w/o      | w/o                 |
|                               | 2. Runde           | Ferroviario Maputo                 | 2:3 (A)  | 3:2 (H) (4:5 i. E.) |
| CAF Cup 1998                  | 1. Runde           | DC Motema Pembe Kinshasa           | 0:1 (H)  | 0:1 (A)             |
| African Cup Winners’ Cup 2000 | Qualifikation      | Chief Santos Tsumeb                | 3:1 (A)  | 4:2 (H)             |
|                               | 1. Runde           | OC Agaza Lomé                      | 4:1 (H)  | 2:0 (A)             |
|                               | 2. Runde           | ASC Ndiambour Louga                | 0:0 (A)  | 1:1 (H)             |
| CAF Champions League 2005     | Qualifikation      | AS Mangasport Moanda               | 0:0 (H)  | 2:1 (A)             |
|                               | 1. Runde           | ASEC Mimosas Abidjan               | 2:2 (H)  | 0:1 (A)             |
| CAF Champions League 2006     | Qualifikation      | FC Civics Windhoek                 | 0:4 (A)  | 2:1 (H)             |
| CAF Confederation Cup 2016    | Qualifikation      | Ajax Cape Town                     | 1:2 (H)  | 2:0 (A)             |
|                               | 1. Runde           | Liga Desportiva da Maputo          | 1:0 (H)  | 1:1 (A)             |
|                               | 2. Runde           | VC Mokanda Pointe-Noire            | 2:1 (A)  | 2:0 (H)             |
|                               | Intermediate Runde | Young Africans Dar-es-Salaam       | 0:2 (A)  | 1:0 (H)             |
| CAF Confederation Cup 2020/21 | Qualifikation      | Mbabane Swallows FC                | w/o      | w/o                 |
|                               | 1. Runde           | Orlando Pirates                    | 0:1 (H)  | w/o                 |
| CAF Champions League 2021/22  | Qualifikation      | FC Platinum                        | 0:0 (H)  | 0:0 (A) (5:4 i. E.) |
|                               | 1. Runde           | Royal Leopards FC                  | 3:1 (H)  | 0:1 (A)             |
|                               | Gruppenphase       | Wydad Casablanca                   | 0:3 (A)  | 1:2 (H)             |
|                               | Gruppenphase       | al Zamalek SC                      | 0:0 (H)  | 0:0 (A)             |
|                               | Gruppenphase       | Atlético Petróleos de Luanda       | 0:1 (H)  | 0:3 (A)             |
| CAF Confederation Cup 2022/23 | 2. Runde           | FC Saint Eloi Lupopo               | 0:2 (A)  | 0:0 (H)             |

|              | Spiele | Siege | Remis | Verl. | Tore  |
| Gesamtbilanz | 41     | 14    | 11    | 16    | 43:45 |
| ------------ | ------ | ----- | ----- | ----- | ----- |

## Weitere Sportarten
Neben Fußball werden im Verein auch andere Sportarten betrieben, darunter Tennis. So konnte Augusto Pinto Ganino, der als erfolgreichster angolanischer Tennisspieler gilt, für den Verein von 1985 bis 1988 alle vier Landesmeisterschaften gewinnen.